# Pierre Saint-Sevin
Pierre Saint-Sevin dit L’Abbé l’aîné, ou Labbé, est un violoncelliste et compositeur français né à Bordeaux le 1er mai 1695 et mort à Paris en mai 1768.

## Biographie
Fils de Michel Saint-Sevin (sacristain de Sainte-Colombe) et de Marguerite Barrière, il arrive à Paris vers 1719, date à laquelle il épouse Élisabeth Lesuisse. Interprète et soliste reconnu, il officie dans un premier temps au Théâtre de la foire. En 1727, il entre à l’Académie royale de musique. Rapidement musicien de la Chambre du roi, il intègre ensuite, en 1728, la fameuse Bande des 24 violons. Il y restera jusqu'en 1756, date à laquelle il démissionne.
Dès 1726, il s'était fait connaître par ses Amours déguisés donné à la foire Saint-Laurent, opéra-comique en un acte doté d'un divertissement et d'un vaudeville sur des paroles de Lesage, Fuzelier et d'Orneval.
En 1729, il est sollicité par Boismortier afin de réviser l'opus 26 du compositeur : six sonates pour violoncelle.
Le Mercure de France témoigne à plusieurs reprises des passages de Pierre L’Abbé au Concert Spirituel et particulièrement en juin 1745 lorsqu'il interprète, avec Blavet, Forqueray et Marella, les célèbres Quatuors parisiens de Telemann. Première basse du Grand Chœur de l’Opéra, il quitte l'institution en 1767.
Également musicien occasionnel de la Sainte-Chapelle, il semble avoir activement participé aux concerts de la reine à Marly, comme « viollon de chelle »  ainsi qu'en attestent les comptes de la Maison du roi, notamment en 1730.
Selon Jean-Benjamin de Laborde (dans son Essai sur la musique ancienne et moderne de 1780) : « Pierre Saint-Sevin était un des plus habiles violoncelles de son tems ; c’est lui qui a fait tomber la viole par la belle qualité de son qu’il tirait de son instrument ».